# Melanchra persicariae
Melanchra persicariae (Linnaeus, 1761), è un lepidottero appartenente alla famiglia Noctuidae, diffuso in Eurasia.

## Descrizione

### Adulto
L'ala anteriore ha una colorazione di fondo molto scura, tendente al nero. La zona dello stigma rivela invece una macchia reniforme bruno-pallida, bordata di bianco. Nella forma unicolor la macchia reniforme è quasi nera, mentre in accipitrina tende al marroncino. L'apice è arrotondato, mentre il margine esterno è lievemente dentellato.

L'ala posteriore è giallo bruna, più chiara nella parte prossimale, e via via più scura verso il margine esterno e l'area anale.

Le antenne sono filiformi, non uncinate e lunghe all'incirca quanto la metà del margine costale. Il torace è mediamente peloso, più scuro nella parte anteriore, mentre l'addome è nettamente più chiaro.

L'apertura alare è compresa tra 37 e 40 mm.

### Uovo
Le uova sono sferoidali, con la base leggermente schiacciata, e appena deposte appaiono verdi-giallastre, anche se in seguito tendono al bruno. La superficie esterna presenta delle striature verticali.

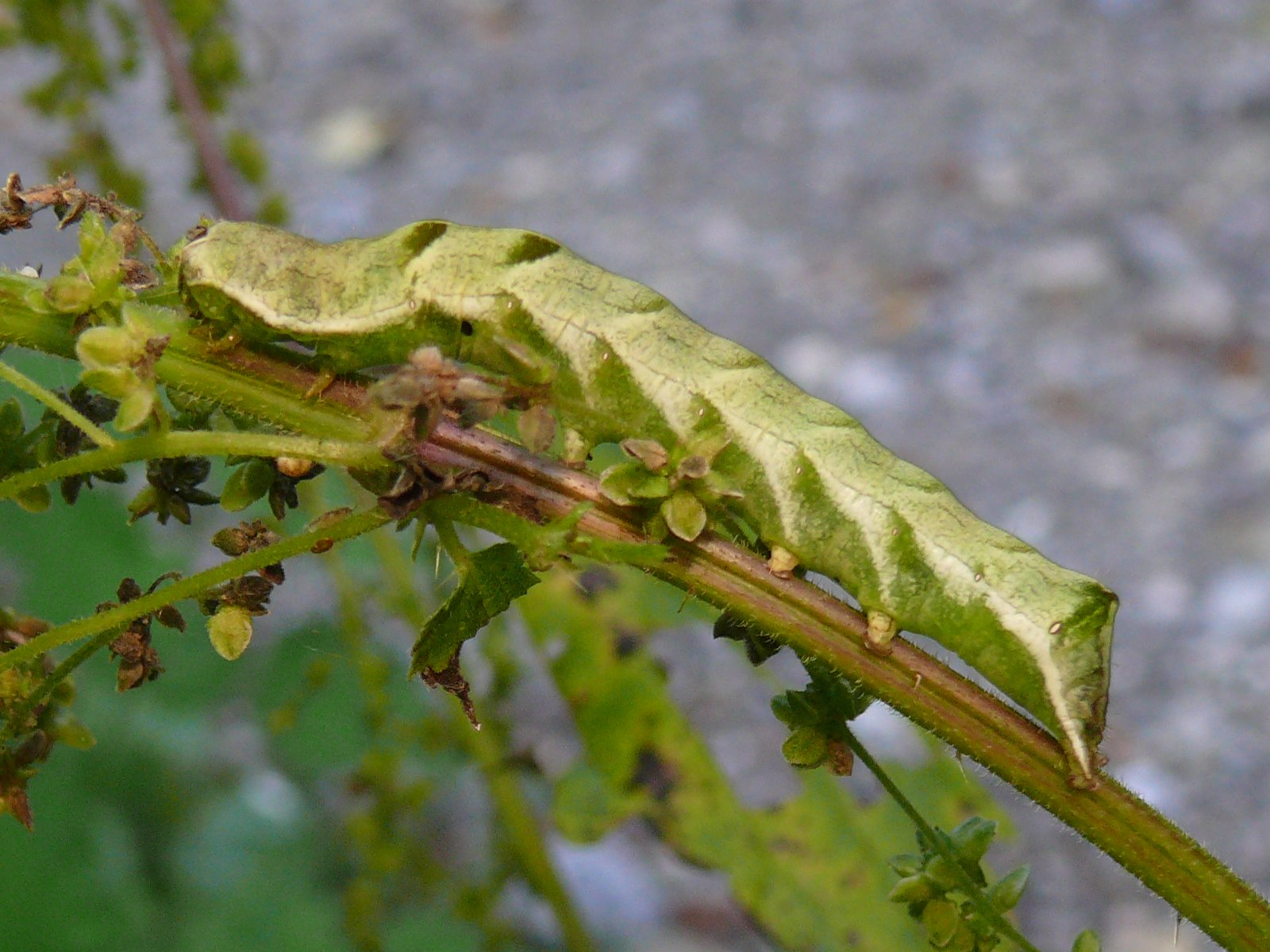
Bruco di Melanchra persicariae nella tipica colorazione verde

### Larva
La colorazione dei bruchi è alquanto variabile, a seconda dell'ambiente circostante e delle essenze alimentari, ma di norma può essere verde brillante oppure marroncino non troppo scuro. Mostra una sottile linea dorsale più chiara, e macchie laterali più scure sui segmenti IV, V e XI; quest'ultimo presenta anche una sorta di "gobba" dorsale. Il capo è verdastro o brunastro, in relazione alla colorazione del resto del corpo. La linea laterale dei segmenti dal VI all'XI è fortemente inclinata. A maturazione completata, la larva può avere una lunghezza di circa 45 mm.

### Pupa
I bruchi si impupano in autunno. Le crisalidi sono rosso-brunastre scure, e mostrano un breve cremaster, dotato di un paio di setole corte ma robuste.
Rappresentano lo stadio di resistenza grazie al quale questo lepidottero supera l'inverno.

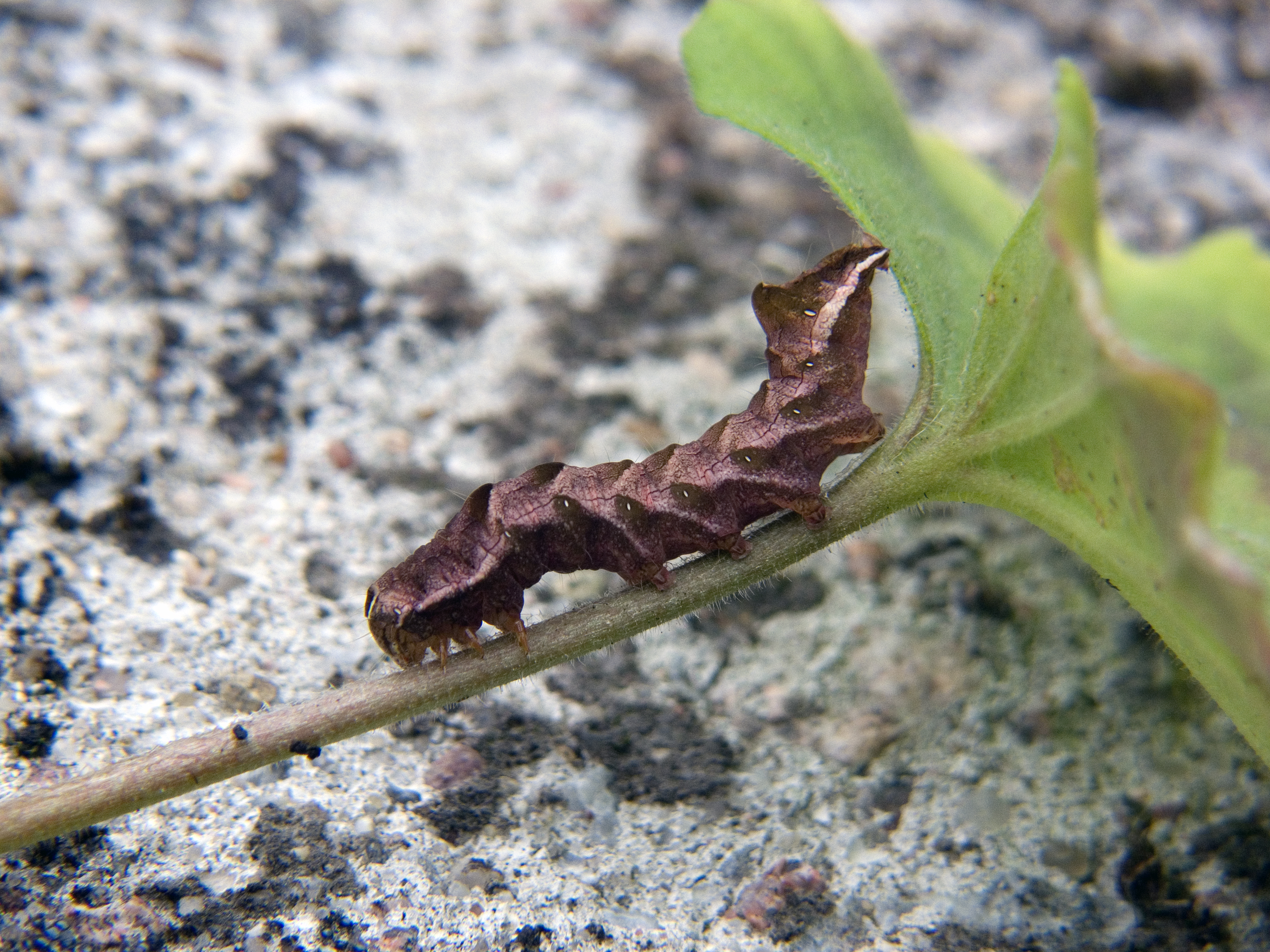
Bruco di Melanchra persicariae con colorazione brunastra

## Distribuzione e habitat
L'areale di questa specie è di tipo paleartico e comprende la fascia temperata dell'Eurasia, a partire dalla Penisola Iberica fino alla Corea ed al Giappone. Il confine settentrionale passa per l'Inghilterra (la specie è rara o assente in Irlanda e Scozia), il sud della Scandinavia e prosegue attraverso la Russia centrale, la Siberia meridionale, fino a toccare la penisola di Kamčatka. Il confine meridionale parte invece dal nord della Spagna (Pirenei), comprende l'Italia continentale e la Sardegna (la specie è assente in Sicilia), la Macedonia del Nord, la Bulgaria, l'Asia Minore, il Caucaso meridionale, fino all'Asia centrale, al nord della Cina, ed alla Corea.
L'habitat è rappresentato da zone boschive a composizione mista, oltre che da foreste di betulle, macchie di vegetazione sia su valli sia su pendii anche scoscesi, bordi delle strade, giardini, aree agricole anche abbandonate, paludi, torbiere e zone umide in genere. Si può osservare da quote di pianura fino ad alte colline, e sulle Alpi si spinge fino ai 1000 m.

## Biologia
Durante l'accoppiamento, le femmine richiamano i maschi grazie ad un feromone rilasciato da una ghiandola, posta all'estremità addominale. Gli adulti di entrambi i sessi sono attratti dalla luce, ma soprattutto i maschi.

### Periodo di volo
La specie è normalmente univoltina; gli adulti volano tra la fine di maggio e la fine di agosto nella fascia centrale dell'areale; nelle regioni più settentrionali il periodo di volo inizia a giugno, mentre più a sud si può avere una seconda generazione in autunno, quando le condizioni climatiche lo consentano. Nelle aree più meridionali sono stati riportati casi di una terza generazione.

### Alimentazione
Gli adulti si alimentano suggendo il nettare da fiori di specie come Buddleja davidii Franch., 1887 (Scrophulariaceae).
I bruchi sono polifagi e si alimentano sulle foglie di una grande varietà di piante nutrici, erbacee e arbustive, tra cui:
- Acer pseudoplatanus (Aceraceae)

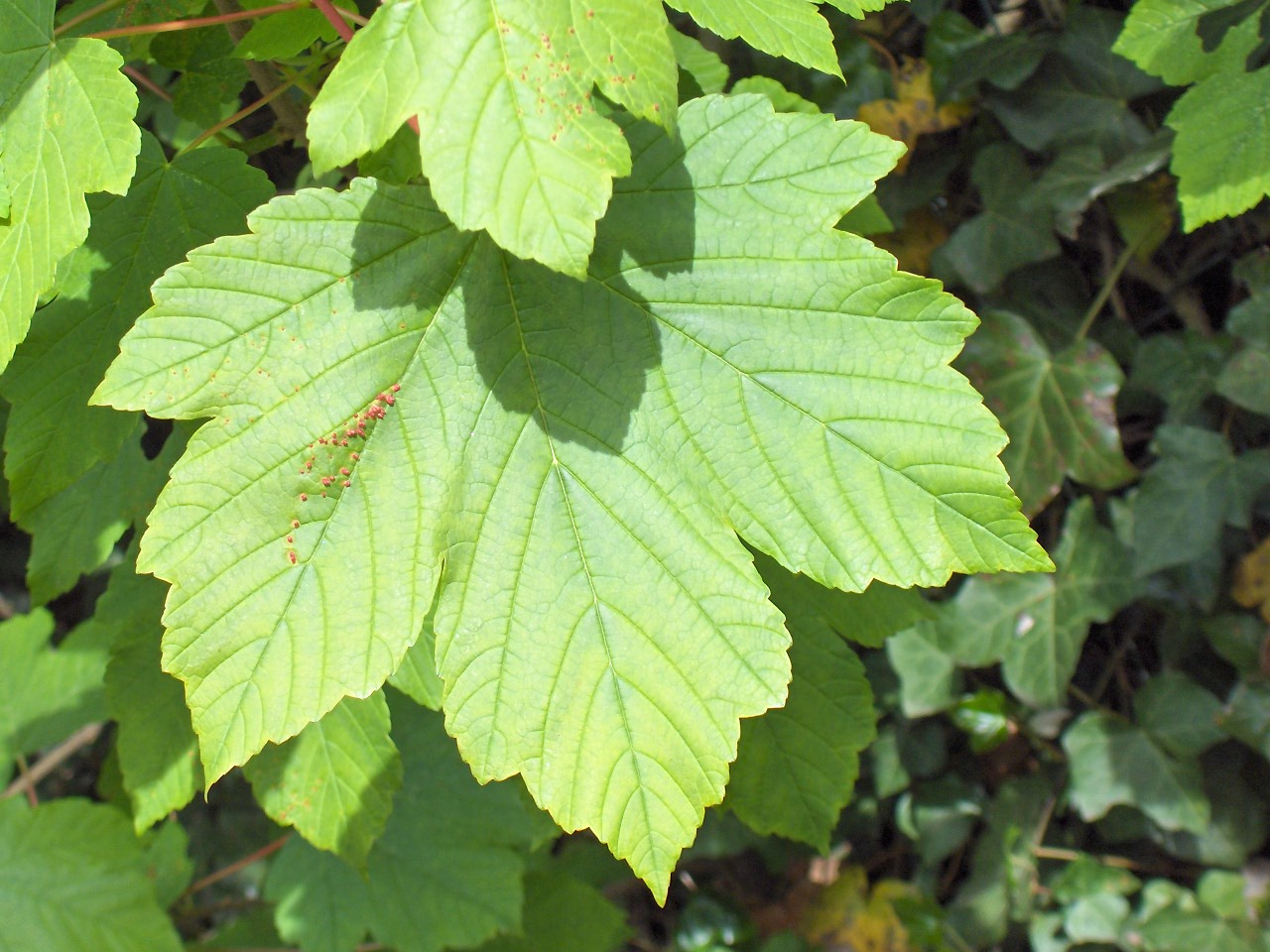
Foglie di Acer pseudoplatanus

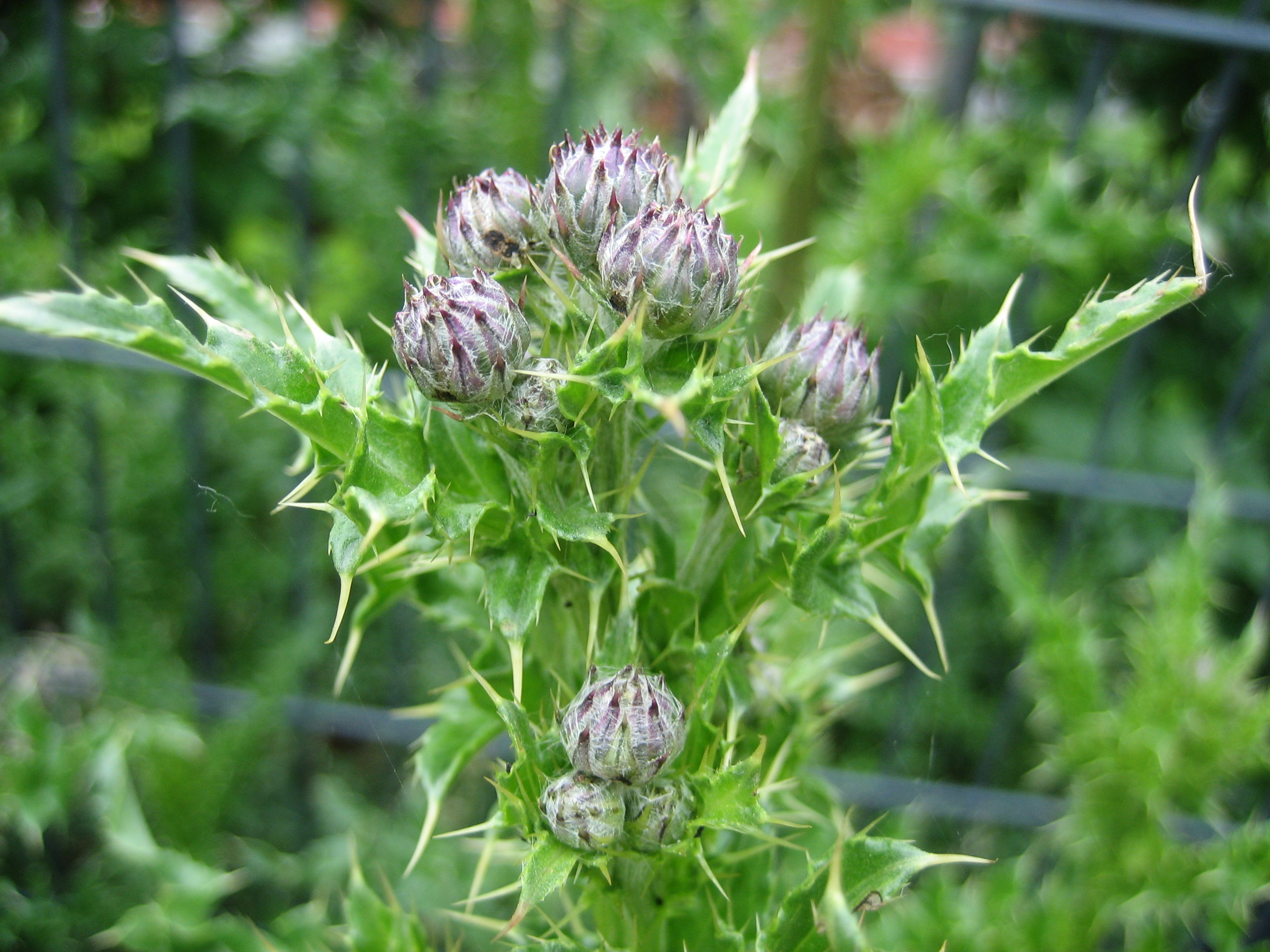
Infiorescenza di Cirsium arvense

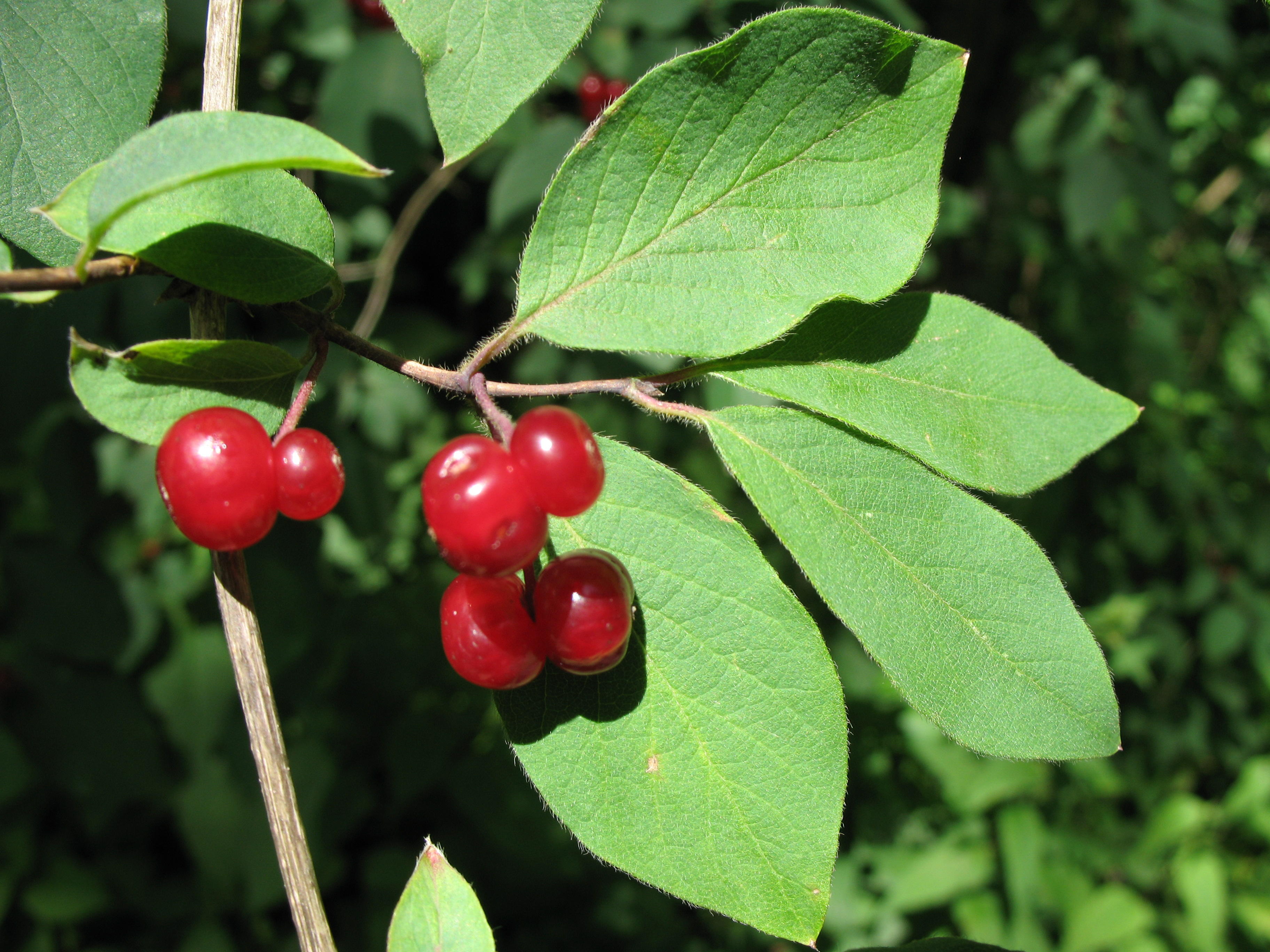
Particolare di Lonicera xylosteum

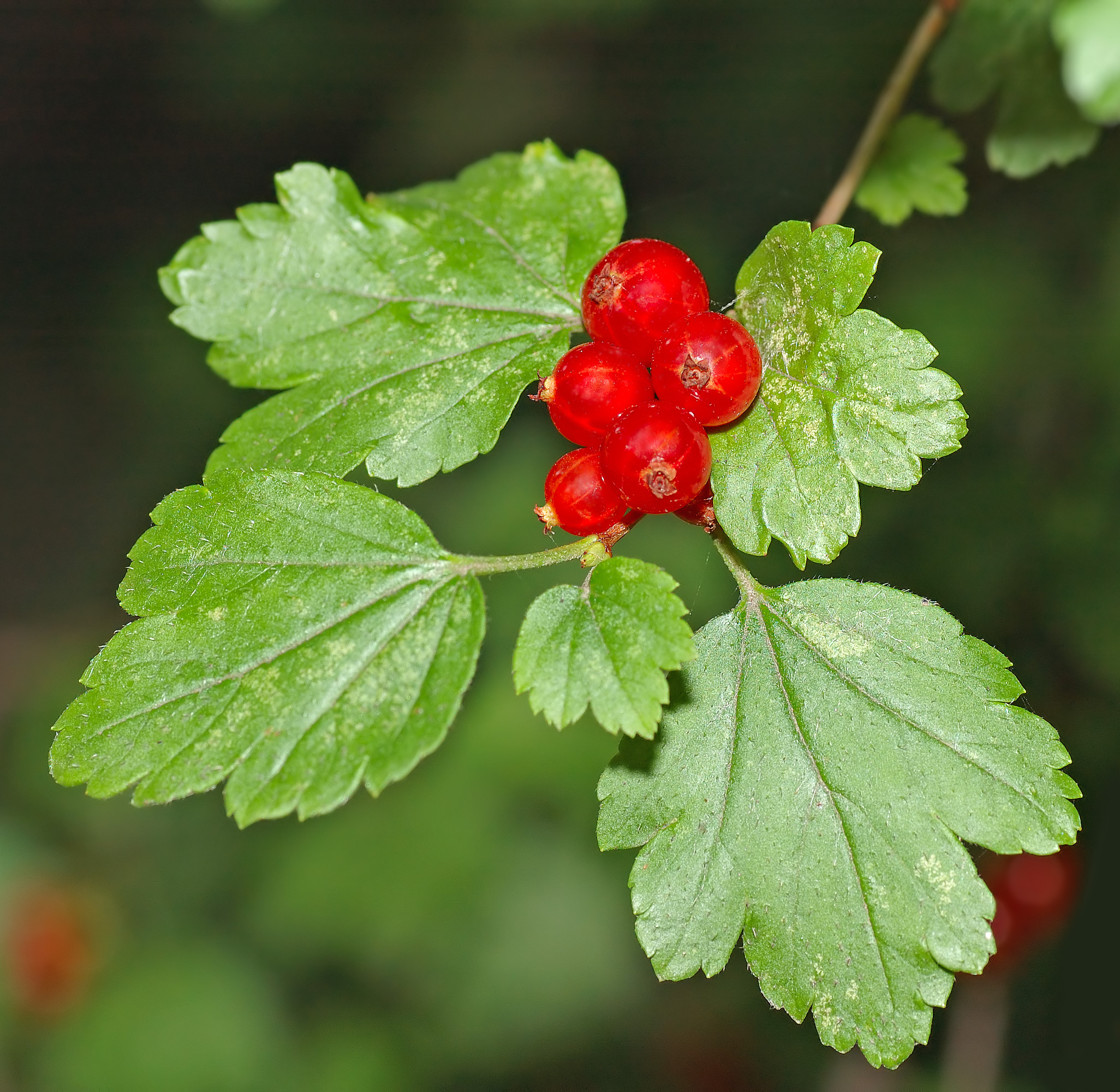
Bacche di Ribes alpinum

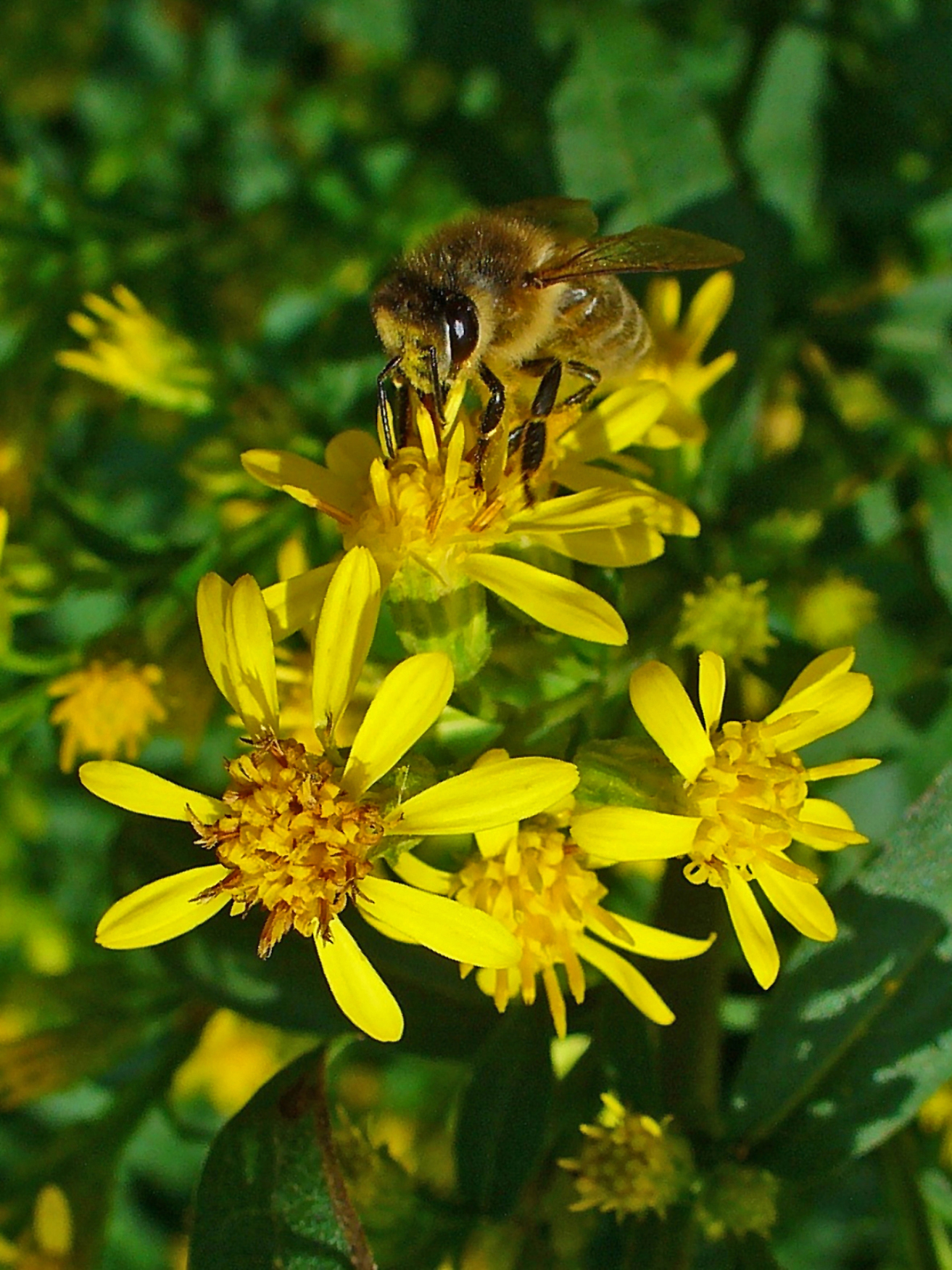
La Verga d'oro comune (Solidago virgaurea)

- Aconitum intermedium (Ranunculaceae)
- Aconitum septentrionale (Ranunculaceae)
- Actaea spicata (Ranunculaceae)
- Aegopodium podagraria (Apiaceae)
- Angelica sylvestris (Apiaceae)
- Aquilegia vulgaris (Ranunculaceae)
- Alnus glutinosa (Betulaceae)
- Alnus incana (Betulaceae)
- Atriplex sp. (Chenopodiaceae)
- Betula pendula (Betulaceae)
- Betula verrucosa (Betulaceae)
- Calluna vulgaris (Ericaceae)
- Campanula rapunculoides (Campanulaceae)
- Cirsium arvense (Asteraceae)
- Cirsium oleraceum (Asteraceae)
- Corylus avellana (Betulaceae)
- Cytisus sp. (Fabaceae)
- Delphinium sp. (Ranunculaceae)
- Dryopteris filix-mas (Dryopteridaceae)
- Epilobium sp. (Onagraceae)
- Fagus sylvatica (Fagaceae)
- Frangula alnus (Rhamnaceae)
- Genista sp. (Fabaceae)
- Heracleum sphondylium (Apiaceae)
- Hieracium sabaudium (Asteraceae)
- Hieracium umbellatum (Asteraceae)
- Impatiens noli-tangere (Balsaminaceae)
- Lonicera xylosteum (Caprifoliaceae)
- Lupinus angustifolius (Fabaceae)
- Lysimachia vulgaris (Myrsinaceae)
- Lythrum salicaria (Lythraceae)
- Melilotus officinalis (Fabaceae)
- Mycelis muralis (Asteraceae)
- Petunia sp. (Solanaceae)
- Phlox sp. (Polemoniaceae)
- Polygonum undulatum (Polygonaceae)
- Prenanthes purpurea (Asteraceae)
- Prunus padus (Rosaceae)
- Pteridium aquilinum (Dennstaedtiaceae)
- Ribes alpinum (Grossulariaceae)
- Ribes rubrum (Grossulariaceae)
- Ribes uva-crispa (Grossulariaceae)
- Rubus fruticosus (Rosaceae)
- Rubus idaeus (Rosaceae)
- Rudbeckia laciniata (Asteraceae)
- Salix caprea (Salicaceae)
- Salix cinerea (Salicaceae)
- Salix phylicifolia (Salicaceae)
- Salix viminalis (Salicaceae)
- Sambucus nigra (Caprifoliaceae)
- Sambucus racemosa (Caprifoliaceae)
- Sarothamnus scoparius (Fabaceae)
- Scrophularia nodosa (Scrophulariaceae)
- Senecio ovatus (Asteraceae)
- Silaum silaus (Apiaceae)
- Solidago virgaurea (Asteraceae)
- Sorbus aucuparia (Rosaceae)
- Spinacia oleracea (Chenopodiaceae)
- Stachys sylvatica (Lamiaceae)
- Taraxacum sp. (Asteraceae)
- Tradescantia sp. (Commelinaceae)
- Tropaeolum majus (Tropaeolaceae)
- Ulmus minor (Ulmaceae)
- Urtica dioica (Urticaceae)
- Tagetes sp. (Asteraceae)
- Vaccinium myrtillus (Ericaceae)
- Vaccinium uliginosum (Ericaceae)

## Tassonomia

### Sottospecie
Sono state distinte due sottospecie:
- Melanchra persicariae persicariae (Linnaeus, 1761)
- Melanchra persicariae cypriaca Hacker & Wimmer, 1990

### Sinonimi
Vengono riportati sette sinonimi:
- Mamestra unicolor Staudinger, 1781
- Phalaena (Noctua) accipitrina Esper, 1788 - Die Schmett., Th. IV, Bd. 1 (36-37): pl. 129, f. 4 (Noct. 50) - Locus typicus: regione di Lipsia
- Phalaena (Noctua) accipitrina Esper, 1796 - Die Schmett., Th. IV, Bd. 2 (Abs. 1) (48): 393
- Phalaena graphica Geoffroy, 1785 - Locus typicus: Parigi
- Phalaena (Noctua) persicariae Linnaeus, 1761 - Locus typicus: Svezia
- Phalaena sambuci Hufnagel, 1766 - Locus typicus: regione di Berlino
- Polia japonibia Bryk, 1942 - Locus typicus: Karinzawa, Isole Curili